# Germán Rodríguez Rojas
Germán Ezequiel Rodríguez Rojas (Rafaela, Provincia de Santa Fe, Argentina; 5 de enero de 1990) es un futbolista argentino. Juega como mediocampista y su primer equipo fue Atlético Rafaela. Actualmente milita en Puente Genil FC de la Tercera División de España.

## Clubes
| Club                           | País      | Año       |
| ------------------------------ | --------- | --------- |
| Atlético Rafaela               | Argentina | 2009-2013 |
| Patronato de Paraná            | Argentina | 2013-2014 |
| Atlético Rafaela               | Argentina | 2014-2016 |
| Douglas Haig de Pergamino      | Argentina | 2016-2017 |
| Boca Unidos de Corrientes      | Argentina | 2017-2018 |
| Juventud Unida de Gualeguaychú | Argentina | 2018-2019 |
| Unión de Sunchales             | Argentina | 2019-2020 |
| Puente Genil FC                | España    | 2020-?    |

## Palmarés
| Título             | Club             | País      | Año  |
| ------------------ | ---------------- | --------- | ---- |
| Primera B Nacional | Atlético Rafaela | Argentina | 2011 |